# Валленберг (опера)
«Валленберг» (англ. Wallenberg) — опера эстонского композитора Эркки-Свена Тююра. Либретто Лутца Хюбнера (Lutz Hübner) основано на фактах биографии шведского дипломата Рауля Валленберга. Впервые была поставлена 5 мая 2001 года в Германии, в Дортмундском оперном театре.

## Содержание

### Первый акт
1. Пролог.
Неизвестные голоса задают вопросы — после дела Валленберга и его судьбы: «Кого уважаем мы больше, живущего или мертвеца?»
2. Конференция I.
1944 год. Официальный приём в Швеции. 3 гостя шепчутся на приёме о профессиональных неудачах молодого Рауля Валенберга, члена богатой и влиятельной семьи. Но 3 дипломата передают новый смысл его жизни. Они возлагают на него миссию отправиться в Венгрию, чтобы спасти «столько еврейских жизней, сколько возможно». Предупреждения дамы, не могут остановить и удержать Валленберга. После некоторых колебаний он принимает предложение о назначении в Венгрию.
3. Вокзал I.
Венгрия в 1944 г. — Валленберг вынужден беспомощно быть свидетелем при том, как немецкий офицеры и солдаты претворяют в жизнь нацистский план уничтожать «1000 евреев, каждый день…»
4. План I.
У Валленберга появляется перспективная тактика: Шведские охранные паспорта должны делать «из евреев шведов» и оградить их таким образом от депортации в концлагеря.
5. Вокзал II.
Валленберг снова встречается с немецким офицером. Ему удается спасти некоторых людей от зверств нацистов: «Паспорт бьет винтовку.»
6. Спасённые.
Группа спасенных наглядно показывает хрупкость судьбы Валленбергу: «Жизнь больше чем смерть.» Валенберг понимает, что сделано недостаточно, учитывая ценность каждой жизни в отдельности.
7. План II.
Валленберг борется с самобичеванием: "Не достаточно! Я действую недостаточно! "Он решает противостоять злу, глядя ему прямо в глаза.
8. Эйхман I.
Валленберг принимает Адольфа Эйхмана. Он выступил против него ради целей по спасению. Но Эйхман ведёт себя как бюрократ и джентльмен. С наслаждением он наглядно показывает Валленбергу границы его возможностей. И даже дипломаты начинают сомневаться в миссии Валленберга. Время уходит.
9. Вокзал III.
Валленберг бросается за работу. Но встреча с женщиной, которую он спас, заставляет его разочароваться в смысле своих действий. Она возвращает свой охранный паспорт Валленбергу — так как она чувствует невыносимую вину будучи «случайно» оставшейся в живых.
10. План III.
Валленберг в панике от сложности своего задания. Ему снова является первая дама, и советует остановиться и вспомнить о своей судьбе.
11. Марш смерти.
Венгрия, январь 1945 года — «…и поставил меня среди поля, и оно было полно костей, и обвел меня кругом около них, и вот весьма много их на поверхности поля, и вот они весьма сухи…»
Ветхий завет, книга Пророка Иезекииля (37, 2).
В последний раз Эйхман демонстрирует своё превосходство. Тогда заканчивается война. Валленберг живёт надеждой на новое начало. Но в момент освобождения возникают 2 русских солдата. Они арестовывают Рауля Валленберга и ведут на допрос…

### Второй акт
12. Смерш.
1945 год, Москва — Валленберг попал в руки русской контрразведки Смерш. Он содержится под стражей в пользующейся дурной славой «Лубянке». 2 русских офицера отрицают, что знают о точном местонахождении Валленберга: «У нас его нет!»
13. Конференция II.
3 дипломата посещают Валленберга. Но вместо того, чтоб освобождать его, они сообщают ему о его новой миссии: «Теперь лишь пол-войны выиграно.» Как пойманный герой он был бы всё же более полезен для ведения Холодной войны чем если его сделать свободным человеком.
14. ГУЛАГ I.
Неопределённое время, Колыма — Валленберг подвергается жестокому допросу. Между тем узники лагеря ГУЛАГа сообщают друг другу о его судьбе и о произволе начальства советской юстиции. Ходят противоречивые слухи: «Швед мертв. Швед жив.»
15. ГУЛАГ II.
Три заключенных ГУЛАГа полагают, что узнали Валленберга, как одного из товарищей по заключению. Его выживание также поддерживает их надежды. Но Валленберг не помнит — ни своего времени в лагере, ни своей собственной идентичности «Существует дыра в моей голове». Другие заключенные отвечают агрессией на отказ Валленберга принять на себя роль спасителя.
Интермеццо.
Следы Валленберга стираются.
16. Борьба.
Из ниоткуда появляется Валленберг 2, как повелительное пугало, который претендует на роль и деяния Валенберга для себя: «Я — твой герой, ты больше не освободишься от меня.»
17. Эйхман II.
Эйхман идет навстречу казни. Последний раз он насмехается над Валленбергом: В то время как ему «чистое окончание» позволено, Валленберг остаётся без надежды на освобождающую смерть. Эйхмана вешают.
18. Конференция III.
Валленберг надеется, что заявления 3 дипломатов о его судьбе помогут найти его. Но они снимают его сомнения о смысле истории как «детские вопросы». Валленберг умолкает. Его вопрос «За что?» в целом не остается без ответа. 2 оставшихся в живых, спасённых им, вспоминают о спасении.
19. Цирк Валленберга.
Будущее поколение овладевает наследием Рауля Валленберга. Общественность воспевает его героизм. И Рональд Рейган назначает его почетным гражданином Соединенных Штатов. Валенберг 2 гордо принимает чествования толпы: «Никаких следов сомнений!».
Голос женщины помнит погибших.

## История создания и постановок
Одной из отправных толчков для написания оперы послужил конкурс либретто, организованный в Эстонии в 1998 году, который поставил перед собой цель вдохнуть жизнь в национальную эстонскую традицию написания опер. Опера «Валленберг» была одной из первых, которая участвовала в конкурсе. Всего было представлено 24 соревнующиеся работы. На сегодняшний день многие из тогдашних конкурсных работ уже поставлены на сцене и их услышали и увидели зрители. С тех пор Национальная опера Эстонии придерживается принципа, что каждый сезон несколько новых оригинальных эстонских произведений должны выйти на сцену.
- Опера была впервые исполнена в Дортмунде 5 мая 2001 года[1][4]. Дирижёр Александр Халл, режиссёр Филипп Коххайм.
- В Эстонии первый спектакль состоялся на сцене Эстонской национальной оперы в 2007 году. Дирижёр Арво Вольмер, режиссёр Дмитрий Бертман, директор Нееме Кунигас (Neeme Kuningas), художник-постановщик Эне-Лиз Семпер (Ene-Liis Semper), художник по свету Нееме Джое (Neeme Jõe).
- Также поставлена в немецком городе Карлсруэ на сцене Баденского государственного театра[5] в сезоне 2011—2012 г. Премьера состоялась 7 июля 2012 года[6][7]. Дирижёр Йоханнес Виллинг (Johannes Willig), режиссёр Тобиас Кратцер (Tobias Kratzer), художник-постановщик Бернд Феухтер (Bernd Feuchtner), художник по костюмам Райнер Зеллмайер (Rainer Sellmaier).